# Dominique Baes
Dominique Charles Jérôme Baes (ur. 2 lutego 1893 w Brugii – zm. 16 sierpnia 1918 w Beveren-aan-de-IJzer) – belgijski piłkarz grający na pozycji obrońcy. Był reprezentantem Belgii.

## Kariera klubowa
Całą swoją karierę piłkarską Baes spędził w klubie CS Brugeois, w którym w sezonie 1907/1908 zadebiutował w pierwszej lidze belgijskiej i grał w nim do 1914 roku. Wraz z CS Brugeois wywalczył mistrzostwo Belgii w sezonie 1910/1911.

## Kariera reprezentacyjna
W reprezentacji Belgii Baes zadebiutował 16 lutego 1913 roku w wygranym 3:0 towarzyskim meczu z Francją, rozegranym w Uccle. Był to jego jedyny mecz w kadrze narodowej.

## Śmierć
Baes zginął na froncie I wojny światowej i zmarł od rany postrzałowej w szpitalu Beveren-aan-de-Ijzer. Został pochowany na cmentarzu w Sint-Andries.